# Lower Frisco
Lower Frisco es un lugar designado por el censo del condado de Catron, Nuevo México, Estados Unidos. Según el censo de 2020, tiene una población de 60 habitantes.
En los Estados Unidos, un lugar designado por el censo (traducción literal de la frase en inglés census-designated place, CDP) es una concentración de población identificada por la Oficina del Censo exclusivamente para fines estadísticos. 

## Geografía
Está ubicado en las coordenadas 33°39′11″N 108°47′15″O / 33.65306, -108.78750. Según la Oficina del Censo, tiene una superficie total de 2.62 km², de los cuales 2.61 km² corresponden a tierra firme y 0.01 km² están cubiertos de agua.

## Demografía
Según el censo de 2020, hay 60 personas residiendo en la zona. La densidad de población es de 22.99 hab./km². El 86.67% de los habitantes sonblancos, el 1.67% es afroamericano, el 1.67% es amerindio, el 6.67% son de otras razas y el 3.33% son de una mezcla de razas. Del total de la población, el 46.67% son hispanos o latinos de cualquier raza.